# Labulla flahaulti
Labulla flahaulti är en spindelart som beskrevs av Simon 1914. Labulla flahaulti ingår i släktet Labulla och familjen täckvävarspindlar. Inga underarter finns listade i Catalogue of Life.